# Whataboutism
Le whataboutism, également trouvé sous la forme whataboutery et parfois francisé en whataboutisme voire qu’en-est-ilisme, est un sophisme visant à dévier une critique par des références à d'autres griefs réels ou présumés. L'Oxford English Dictionary définit ce terme comme une « technique ou pratique consistant à répondre à une accusation ou question difficile en faisant une contre-accusation ou en évoquant un problème différent ».
Le whataboutisme est un argument rhétorique « ad hominem » de type « tu quoque », qui vise à attaquer l'orateur sans répondre à son argument.

## Étymologie
Le terme whataboutism vient de l'expression anglaise « what about [...]? », équivalente au français « qu'en est-il de [...] ? », qui a pour but de détourner la conversation vers un sujet différent.

## Histoire
Une des plus anciennes utilisations du whataboutism a lieu en 1947 lorsque William Averell Harriman critique l'impérialisme soviétique dans un de ses discours. La réponse d'Ilya Ehrenbourg dans la Pravda critique la politique américaine sur ses minorités, notamment raciales. Il considère que cela est une insulte à la dignité humaine, mais qu'il ne l'utilise pas comme prétexte pour la guerre. La guerre froide verra ainsi de nombreuses occurrences du whataboutism.
Le terme a également été utilisé lors du conflit nord-irlandais lorsque les tenants d'un camp, républicains ou unionistes, pointaient les massacres ou les exactions de l'autre afin de minimiser la gravité des leurs,,.

### AuXXIesiècle
Cette tactique a resurgi dans la Russie post-soviétique, notamment en ce qui concerne les droits de l'homme, les critiques du gouvernement ou la situation en Crimée. Le whataboutism a été utilisé par le président Vladimir Poutine et son porte-parole Dmitri Peskov.
Pour le journal The Guardian, le whataboutism est « pratiquement une idéologie nationale ». Pour la journaliste Julia Ioffe, « quiconque a déjà étudié l'Union soviétique » connaît cette technique, et son classique « vous pendez les noirs » adressé aux États-Unis.
Le président Donald Trump fait régulièrement usage du whataboutism, et pour certains analystes, il semble imiter Vladimir Poutine. L'usage de cette technique rhétorique s'est répandue au-delà de la sphère soviétique, dont il n'est plus l'apanage particulier.
Le whataboutism est aussi largement utilisé pour justifier l'inaction climatique,,,.

### Utilisation politique
- « Un pays dont l'histoire est entachée par des génocides et l'esclavage n'a ni le droit de nous faire des remarques, ni le droit de nous donner des leçons. » Recep Tayyip Erdoğan après la reconnaissance du génocide arménien par la Chambre des représentants des États-Unis[14].
- « C'est drôle, mais je ne me souviens pas que les médias aient été si énervés à propos de la décision tout aussi stupide de Barack Obama de retirer une force résiduelle d'Irak. » Rich Lowry, éditeur d'un magazine d'information républicain après la vague de critiques suscitées par l'annonce par Donald Trump du retrait des troupes américaines de Syrie le 19 décembre 2018[15].